# Cape May Court House
Cape May Court House és una concentració de població designada pel cens dels Estats Units a l'estat de Nova Jersey. Segons el cens del 2000 tenia 4.704 habitants.

## Demografia
Segons el cens del 2000, Cape May Court House tenia 4.704 habitants, 1.732 habitatges, i 1.221 famílies. La densitat de població era de 202,3 habitants/km².
Dels 1.732 habitatges en un 31,3% hi vivien nens de menys de 18 anys, en un 54,4% hi vivien parelles casades, en un 11,8% dones solteres, i en un 29,5% no eren unitats familiars. En el 24,9% dels habitatges hi vivien persones soles el 12,1% de les quals corresponia a persones de 65 anys o més que vivien soles. El nombre mitjà de persones vivint en cada habitatge era de 2,56 i el nombre mitjà de persones que vivien en cada família era de 3,07.
Per edats la població es repartia de la següent manera: un 23,9% tenia menys de 18 anys, un 6,3% entre 18 i 24, un 25,8% entre 25 i 44, un 24,3% de 45 a 60 i un 19,8% 65 anys o més.
L'edat mediana era de 41 anys. Per cada 100 dones de 18 o més anys hi havia 81,4 homes.
La renda mediana per habitatge era de 48.902 $ i la renda mediana per família de 56.707 $. Els homes tenien una renda mediana de 39.848 $ mentre que les dones 28.043 $. La renda per capita de la població era de 21.541 $. Aproximadament el 5,3% de les famílies i el 7% de la població estaven per davall del llindar de pobresa.

## Poblacions més properes
El següent diagrama mostra les poblacions més properes.